# Годомар I
Годомар I (Гондемар I) (лат. Godomarus, фр. Gondemar; убит в 486) — король бургундов (473—486).
Сын Гундиоха, брат Гундобада, Хильперика II и Годегизеля. Правил частью королевства бургундов. Его резиденцией был город Вьенн. В 486 году он был убит по приказу Гундобада. Погибли также двое его сыновей.